# 1-я казачья дивизия (вермахт)
1-я казачья дивизия (нем. 1. Kosaken-Division), также 1-я казачья кавалерийская дивизия (нем. 1.Kosaken-Kavallerie-Division), русское коллаборационистское формирование вермахта — создана 4 августа 1943 года на основе конного отряда «Паннвиц» — Reiterverband Pannwitz. 4 ноября 1944 года передана из вермахта в состав войск СС. В феврале 1945 года развёрнута в 15-й казачий кавалерийский корпус СС (нем. XV.Kosaken-Kavallerie-Korps der SS).
Дивизия была самым многочисленным, наиболее долго и успешно воевавшим против Народно-освободительной армии Югославии коллаборационистским соединением в составе вермахта и СС, сформированным на оккупированной территории СССР.

## Формирование 1-й казачьей кавалерийской дивизии

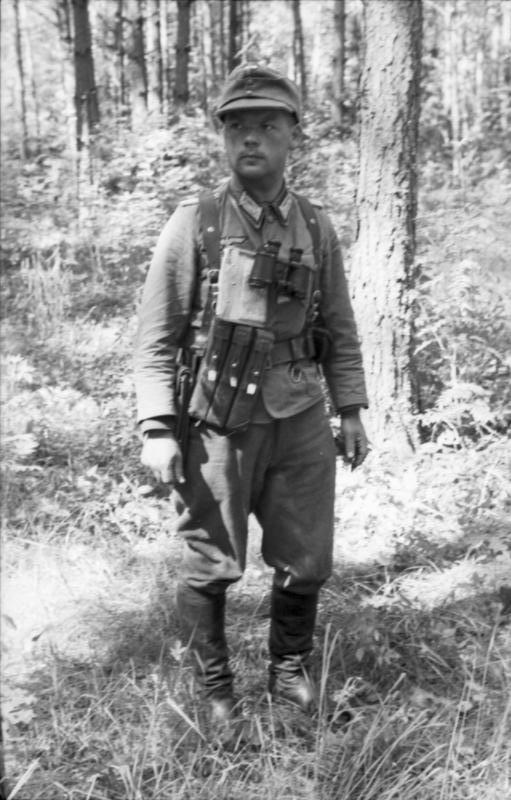
Казак 1-й казачьей кавалерийской дивизии в Югославии

Опыт использования казачьих частей на фронте и в борьбе с партизанами доказал их практическую ценность. Германское командование приняло решение о создании в составе Вермахта казачьего кавалерийского соединения.
Из-за поражения под Сталинградом и последовавшего кризиса на Восточном фронте приступить к формированию дивизии удалось только весной 1943 года, после отхода немецких войск на рубеж реки Миус и Таманский полуостров и относительной стабилизации фронта. Приказ о формировании дивизии был отдан 21 апреля 1943 года.
Отступившие вместе с германской армией с Дона и Северного Кавказа казачьи части были собраны в районе Херсона, пополнены за счёт казаков-беженцев и направлены в польский город Млава (Милау), где с довоенных времён находились склады польской кавалерии.
Среди прочих в Млаву прибыли фронтовые казачьи части Вермахта: полки «Платов», «Юнгшульц», 1-й Атаманский полк Вольфа, 600-й дивизион Кононова. В их числе были два казачьих батальона из Кракова, 69-й полицейский батальон из Варшавы, батальон заводской охраны из Ганновера, 360-й казачий полк фон Рентельна с Западного фронта и др. Созданные без учёта войскового принципа, эти части расформировывались, их личный состав сводился в полки по принадлежности к Донскому, Кубанскому и Терскому казачьим войскам. Исключение составил дивизион Кононова, включённый в дивизию в полном составе как отдельный полк − 5-й Донской. Усилиями вербовочных штабов, созданных Резервом казачьих войск, удалось собрать более 2000 казаков из числа эмигрантов, военнопленных и восточных рабочих, которые были отправлены на укомплектование 1-й казачьей дивизии. В частности, в состав дивизии вошёл 5-й казачий Симферопольский эскадрон, сформированный ещё в феврале 1942 года.
Формирование дивизии было завершено 1 июля 1943 г., произведённый в чин генерал-майора Гельмут фон Паннвиц был утверждён её командиром.
Также в Моково, недалеко от полигона Милау, был сформирован 5-й (по общей нумерации запасных частей восточных войск) казачий учебно-запасной полк под командованием полковника фон Боссе. Полк не имел постоянного состава, насчитывал в разное время от 10 до 15 тысяч казаков, которые прибывали с Восточного фронта и оккупированных территорий и после подготовки распределялись по полкам дивизии.
При 5-м учебно-запасном полку была создана унтер-офицерская школа, готовившая кадры для строевых частей. Также была организована Школа юных казаков — своеобразный кадетский корпус для подростков, потерявших родителей (несколько сот).
На 1 ноября 1943 г. численность дивизии составляла 18 555 человек (14 315 казаков и 191 казачий офицер, 3527 немецких нижних чинов и 222 офицера). Немецкими кадрами были укомплектованы штабы, а также специальные и тыловые подразделения. Все командиры полков (кроме И. Н. Кононова) и дивизионов (кроме двух) были немцами, в составе каждого эскадрона имелось 12-14 немецких солдат и унтер-офицеров на хозяйственных должностях. В то же время дивизия считалась наиболее «русифицированным» из регулярных соединений вермахта: командирами строевых конных подразделений (эскадронов и взводов) были казаки, все команды отдавались на русском языке.

### Вооружение
Главным образом немецкого производства: винтовки и карабины Маузера М-98, М-98К, М-33/40, G-41, G-43; пистолеты-пулемёты М-40, МР-41, MP-28-II; пистолеты «Парабеллум» (Р-08), «Вальтер» (Р-38); ручные пулемёты MG-13, ZB-30, MG-34, MG-42; станковые пулемёты MG-08, ZB-53; гранатомёты GzB-39, «Офенрор», «Панцерфауст» 1 и 2; ручные гранаты М-24, М-39.

### Униформа
Немецкая полевая форма образца 1936 и 1943 гг.
Пилотки, кепи, фуражки с жёлтым (кавалерийским) кантом, папахи и кубанки с немецкими кокардами, с Андреевским крестом, или с перекрещёнными пиками и красной вертикальной лычкой в зелёном овальном поле.
Над правым нагрудным карманом нашивался орёл Вермахта или специальные нашивки в виде свастики в ромбе с серо-зелёно-серыми крыльями.
Ремни стандартные и специально изготовленные для казаков фирмой F.W.Assmann в мае 1943 г. в двух вариантах: чёрный и серо-голубой с чёрными полосами.
Немецкие военнослужащие корпуса носили чаще стандартную форму Вермахта.
Стальные шлемы образца 1935 и 1942 гг., при формировании 1-й казачьей дивизии над обрезом каски наносилась тёмно-синяя полоса, как отличительный знак.
Летом 1944 г. казакам выдали немецкую тропическую форму жёлтого цвета.
После перехода соединения под юрисдикцию СС стало поступать обмундирование, характерное для кавалерии войск СС. Например, кавалерийские брюки-галифе образца 1943 г. с матерчатым поясом и боковыми карманами, а также длинные штаны для верховой езды, усиленные со внутренней стороны бёдер серой кожей.
Были бурки и башлыки: красные у донцов и кубанцев и синие у терцев и сибиряков.
Различия в форме по полкам
1-й Донской полк: чёрные папахи с красным верхом и перекрещёнными серебряными галунами. Широкие красные лампасы на синих шароварах. На правом рукаве — шеврон в виде щитка (4 треугольных сегмента: красные сверху и снизу и синие справа и слева); над сегментами надпись «DON» или «VD»(Войско Донское). С июля 1944 г. по-русски − «ДОН» и «ВД».
2-й Сибирский полк: белые папахи с жёлтым верхом и перекрещёнными серебряными галунами. Лампасы — жёлтые. Шифровка «2» на погонах. На правом рукаве шеврон в виде щитка, состоящий из четырёх треугольных сегментов: жёлтых сверху и снизу и светло-голубых слева и справа. Над сегментами надпись «ПСВ» (Полк Сибирского Войска).
3-й Кубанский полк: чёрные кубанки с красным верхом и перекрещёнными серебряными галунами, узкие красные лампасы, иногда черкески и бешметы. На левом рукаве шеврон в виде щитка, состоящего из четырёх треугольных сегментов: красных сверху и снизу и чёрных слева и справа. Над сегментами надпись «КВ» (Кубанское Войско).
4-й Кубанский полк: то же, что и 3-й Кубанский, только шеврон на правой руке.
5-й Донской полк: то же, что и 1-й Донской, только шеврон на левом рукаве.
6-й Терский полк: чёрные папахи, лампасы светло-голубого цвета шириной 25 мм, с чёрной выпушкой шириной 6 мм. Шеврон на левом рукаве — щиток, состоящий из четырёх треугольных сегментов: светло-голубых сверху и снизу и чёрных слева и справа. Над сегментами надписи «TEREK» или «TB» (Терское Войско).
Казаков конвойной сотни отличали золотистые шевроны углом вверх на обоих рукавах.
Штабной персонал имел овальный шеврон на синем поле синий с красной выпушкой и изображением белого атаманского жезла (булавы) между двумя скрещёнными шашками.

### Награды
Казаки награждались: Железным крестом, крестом «За заслуги» и медалью к нему, знаками «За ранение», штурмовыми знаками за участие в боях, знаками «Восточных народов» с мечами (к концу июля 1944 г. в дивизии было 286 награждений).
Также казаков часто награждали хорватскими орденами и медалями.

## Состав дивизии

Казак из 1-й казачьей дивизии вермахта.

Состав дивизии по состоянию на 18 сентября 1943 года:
- Штаб дивизии, в том числе
  - взвод пропаганды
  - моторизованный взвод полевой жандармерии
  - взвод жандармерии охраны штаба
  - оркестр
- 1-я казачья конная бригада
  -  4-й Кубанский казачий конный полк
  -  2-й Сибирский казачий конный полк; командир — полковник Эрнст Нолькен[пол.]
  -  1-й Донской казачий конный полк
- 2-я казачья конная бригада
  -  6-й Терский казачий конный полк; командир — полковник Бассен-Шпиллер[англ.]
  -  5-й Донской казачий конный полк; командир — полковник Иван Кононов
  -  3-й Кубанский казачий конный полк
- артиллерийский отряд
  - 1-й казачий конный артиллерийский дивизион
  - 2-й казачий конный артиллерийский дивизион
- казачий сапёрный батальон
- казачий батальон связи
- дивизионные подразделения медицинской службы, ветеринарной службы, снабжения

## Командир дивизии
- генерал-майор (с апреля 1944 — генерал-лейтенант) Гельмут фон Паннвиц

## Боевой путь дивизии
С 25 сентября 1943 года дивизия была подчинена 2-й танковой армии вермахта и переброшена по железной дороге на территорию Хорватии. Основной целью передислокации являлось участие в антипартизанских операциях немецких войск против частей Народно-освободительной армии Югославии. Для выполнения задач контрпартизанской войны важное значение представляли уже имеющийся опыт использования казаков в борьбе с партизанами на территории СССР, их способность быстрого и скрытого маневрирования и взаимовыручка.
На территории Югославии дивизия начала военные действия антипартизанской операцией под условным названием «Aрним», проводившейся в районе Фрушка-Горы 14—17 октября 1943 года. Её задачей было уничтожение партизанских отрядов, действовавших на севере и западе от Белграда. К военным действиям была привлечена почти вся дивизия, но операция не увенчалась успехом, поскольку партизанам удалось уклониться от боя. Тем не менее, дивизия нашла и уничтожила несколько партизанских баз, а её действия получили положительную оценку немецкого командования. После этого подразделения дивизии использовались для защиты от партизан железной дороги Загреб — Белград и долины Савы, а также задействовались в период октября 1943 — января 1944 годов в операциях: «Вильдзау» (26—29 октября на северо-востоке от города Тузлы), «Напфкухен» (3—6 января 1944 года силами 2-й бригады на территории Боснии), «Брандфакель» (11—16 января в Центральной Боснии).
Весной — летом 1944 года части дивизии участвовали в операциях: «Ингеборг» (7—8 мая, район между Карловацем и Сисаком), «Шах» (19—30 мая, Глина — Топуско), «Биненхаус» (24—28 июня, Чазма — Иванич-Град), «Блиц» (27—30 июня, район Джяково), «Фойервер» (конец июля, район Прнявора), «Вильдфанг» (вторая половина августа, Мославина). В ходе этих действий частями дивизии были ликвидированы ряд партизанских опорных пунктов.
В соответствии с приказами командования о самообеспечении, казаки дивизии производили реквизиции лошадей, продовольствия и фуража у крестьян, что часто выливалось в массовые грабежи и насилия. Деревни, население которых подозревалось в пособничестве партизанам, сжигались.
В период с 13 декабря 1944 года по 9 февраля 1945 года 1-я казачья дивизия вела бои с частями Красной армии и НОАЮ на плацдарме в районе Вировитицы на правом берегу реки Драва. 26 декабря после ожесточённого пятнадцатичасового боя 2-я бригада 1-й казачьей дивизии нанесла тяжёлое поражение 703-му стрелковому полку 233-й стрелковой дивизии 57-й армии и заняла село Питомача. Дальнейшие попытки овладеть Вировитицей и переправой у села Терезино-Поле успеха не имели. После контрудара, нанесённого 3 января 1945 года 32-й, 33-й дивизиями и частями 40-й дивизии НОАЮ, казаки 1-й дивизии занимали оборону в районе Питомачи.

### Бои за Питомачу
233-я стрелковая дивизия РККА в начале декабря 1944 года форсировала Драву и к 12 декабря двумя полками (703-м и 734-м) заняла оборону на правом берегу в районах населённых пунктов Питомача, Вировитица, Сухополе. Позже дивизия была усилена 5-м и 23-м огнемётными батальонами из состава 75-го стрелкового корпуса.
572-й стрелковый полк и 2-й дивизион 684-го артполка были в резерве командира 75-го стрелкового корпуса полковника Жашко.
С 14 декабря два батальона 703-го Белградского Краснознамённого полка гв. подполковника М. Д. Шумилина, усиленные отдельной зенитно-пулемётной ротой, проводили окопные работы на западной, юго-западной и южной окраинах Питомачи. Полк прикрывали 1-й дивизион 684-го артполка майора Ш. К. Ахмеджанова и рота 5-го огнемётного батальона.
Одна стрелковая рота 703-го полка и 2-я рота 5-го огнемётного батальона находились в обороне на западной окраине Вировитицы. Подразделения 734-го полка занимали оборону на рубеже Будаковац, Орешац, Пчелич и Сухополе.
Появление казачьих разведывательных групп впервые было отмечено 15 декабря.
Утром 17 декабря Паннвиц силами подчинённого ему 5-го усташского полка 1-й хорватской пехотной дивизии и 2-й Кавказской бригады 1-й казачьей кавалерийской дивизии произвёл разведку боем, в которой участвовали до 900 человек при поддержке артиллерии и миномётов.
20 декабря два казачьих полка 1-й дивизии потеснили югославские части 6-го корпуса НОАЮ, выдвинувшись на удобную позицию для обхода и атаки Питомачи.
В ночь на 26 декабря 233-я стрелковая дивизия занимала оборону по южному берегу р. Драва в районах Питомача — Вировитица, 572-й стрелковый полк находился в резерве командира 75-го стрелкового корпуса в районе Эрде—Чоконя. Главной задачей дивизии было не допустить прорыва противника к переправам через Драву у Барча. Северо-западную, западную и южную окраину Питомачи, а также соседнюю Джуретину (северо-восточнее Питомачи) защищали три стрелковых батальона 703-го полка (без 2-й стрелковой роты, находившейся в Вировитице), взвод зенитно-пулемётной роты, 2-й и 3-й дивизионы 684-го артиллерийского полка, а также 23-й огнемётный батальон, сменивший роты 5-го батальона утром 19 декабря.
В 7:30 26 декабря Паннвиц начал атаку Питомачи из района Клоштар — Мала-Грешневица силами 2-й Кавказской бригады (3-й Кубанский, 5-й Донской и 6-й Терский полки). Густой туман на рассвете обеспечил атакующим внезапность. Основная атака велась по двум направлениям — на Питомачу и Джуретину, один полк обходил Питомачу с юга, атакуя на Стари-Градац.
К 9 часов утра казаки захватили три мелких населённых пункта в полосе боёв и сосредоточились на развитии обходного манёвра, намереваясь отрезать и уничтожить 703-й Белградский полк в Питомаче.
Заместитель командира 233-й стрелковой дивизии подполковник Чернявский пытался парировать манёвр — наперерез обходному движению противника была введена в бой свежая рота автоматчиков (резерв командира 703-го полка) и 3-й дивизион 684-го артполка. К полудню терские казаки прорвались в Стари-Градац, смяв 1-й дивизион 684-го артиллерийского полка, и атаковали с тыла оборонявшийся 703-й полк. Тем самым части 233-й дивизии в Питомаче оказались почти в кольце, подвергаясь интенсивным атакам одновременно с запада, севера и юга.
Решающую ошибку допустил командир дивизии полковник Т. И. Сидоренко. Для спасения блокированных в Питомаче подразделений требовалось немедленно атаковать и вернуть Стари-Градац. Но 3-й батальон 734-го стрелкового полка начал движение из Сухополе для атаки села Стари-Градац от Вировитицы слишком поздно.
К 15 часам 26 декабря казаки 5-го Донского и 6-го Терского полков прорвали боевые позиции 703-го стрелкового полка и на юго-западной окраине Питомачи, и у Джуретины. Сидоренко начал спешно подтягивать к Вировитице оставшиеся батальоны 734-го полка, но исход боя был уже определён. В 17 часов казаки завязали уличные бои в Питомаче и полностью захватили её к 21 часу.
Остатки оборонявшихся продолжали выходить мелкими группами к своим и на следующий день. Все военнопленные казаки (около 60 человек), захваченные в период с 17 по 26 декабря, по приказу подполковника Шумилина перед падением Питомачи вечером 26 декабря были расстреляны. После 22 часов этого же дня 3-й батальон 734-го стрелкового полка отбил Стари-Градац и начал наступление на Питомачу, остановленное по приказу командира 233-й дивизии, после чего батальон перешёл к обороне.
Первые сообщения о потерях содержат сведения о 280 убитых в 703-м стрелковом полку и 63 убитых в 684-м полку. Чуть позже в журнале боевых действий 233-й дивизии появилась запись, что 703-й полк потерял всю артиллерию и почти полностью погиб. По немецким данным на месте боя было обнаружено 204 тела убитых, в плен взято 136 чел.
Позднее появились новые сведения о потерях, 703-й полк: всего убитых и раненых 390 человек, 684-й полк: 39 убитых и раненых, 3 пропавших без вести. Анализируя данные противоборствующих сторон об итогах боя за Питомачу, К. М. Александров считает, что безвозвратные потери 233-й дивизии превысили 200 человек, 703-й и 684-й полки лишились 2/3 материальной части. Тем не менее, о разгроме 233-й стрелковой дивизии, как это утверждают зарубежные исследователи, говорить нельзя: 734-й полк 26 декабря понёс минимальные потери, а 572-й вообще в бою не участвовал. Наиболее вероятные общие потери 2-й бригады 1-й казачьей дивизии за 26 декабря составили от 500 — до 600 человек.
Историк К. М. Александров также писал: «По достоинству, и даже не без некоторого восхищения противником, оценил боевые качества чинов 2-й Кавказской бригады командующий войсками 3-го Украинского фронта маршал Ф. И. Толбухин, изъявивший желание в конце мая 1945 года взглянуть на русских офицеров XV казачьего корпуса в Юденбурге после их насильственной репатриации из британской оккупационной зоны Австрии».

## Военные преступления
Во время проведения Нюрнбергского процесса на основании материалов обвинения было однозначно заявлено, что физически невозможно выделить хоть какую-нибудь отдельную часть СС, которая бы не участвовала в преступных акциях, и объявляют любого и каждого члена СС военным преступником, а СС — преступной организацией. (Лондон, 1951, стр. 78-79, «Обвинительного Заключения Международного Военного Трибунала по Главным Немецким Военным Преступникам»).
1-я казачья дивизия известна многочисленными военными преступлениями: грабежами, изнасилованиями и расстрелами, совершёнными на территории Югославии.
После переброски дивизии в Югославию (в район города Сисак, а впоследствии Загреба) для борьбы с коммунистическими партизанами, казаки применяли тактику «выжженной земли», предавая огню крестьянские хутора и посёлки, где укрывались партизаны, передавая затем эти места под контроль усташей. Местное население ненавидело казаков, боясь их больше немцев. Показательно, что в их глазах казаки представали нерусскими и именовались «черкесами» (сербохорв. «Čerkezi», серб. «Черкези»). Югославы говорили: «разве „русские братушки“ могут убивать и насиловать?»
Одно из самых чудовищных преступлений дивизии, по определению Драгое Лукича (сербохорв. Dragoje Lukić), исследователя страданий детей в Боснийской Краине в годы войны — это убийство казаками 2-й кавказской бригады тринадцати югославских комсомолок и троих пионеров в горах Козары 11 января 1944 года в ходе антипартизанской операции «Зажигательный факел» (нем. Brandfackel). Комсомолки (серб. скоjевки, сокр. от «Савез комунистичке омладине Југославије» - СКОЈ) и пионеры, жители села Грбавци (община Градишка), старшей из которых было 21, а младшему 12 лет, возвращались из партизанского госпиталя в селе Буковица, когда наткнулись на засаду казаков в семи километрах от села Горни-Подградци. Их подвергли пыткам, вырезали им пятиконечные звезды на теле, а Стою Змияняц (Стоja Змиjaњац), у которой нашли флаг, ещё живую разорвали лошадьми. Под конец, после изнасилования, все тринадцать девушек и три пионера были убиты.
В процессе следствия, 12 января 1947 года, Паннвиц вспомнил следующие факты о деяниях дивизии: зимой 1943—1944 годов в районе Суня — Загреб по его приказу было повешено 15 человек заложников из числа югославских жителей… В том же районе в 1944 году по приказу лейтенанта… казаки дивизии расстреляли троих жителей, якобы за шпионаж, хотя не было никаких доказательств их шпионской деятельности. В конце 1943 года в районе Фрушка-Гора казаки 1-го кавалерийского полка повесили в селе 5 или 6 крестьян. Казаки 3-го, 5-го и 6-го кавалерийских полков в этом же районе учинили массовое изнасилование югославских женщин. В декабре 1943 года подобные же экзекуции и изнасилования были в районе города Брод. В мае 1944 года в Хорватии, в районе южнее города Загреб, казаки 1-го полка сожгли одно село. Этим же полком в июне 1944 года было совершено массовое изнасилование жительниц города Метлика (Словения — А. Т.). По приказу командира 4-го кавалерийского полка подполковника германской армии Вольфа было частично сожжено село Чазма, что западнее города Беловар. В этот же период, то есть летом 1944 года, казаки кавалерийского полка сожгли несколько домов в Пожежско-Даруварском районе. Он также вспомнил, что в декабре 1944 года казаки 5-го кавалерийского полка под командованием полковника Кононова во время операции против партизан в районе реки Драва, недалеко от города Вировитица, учинили массовое убийство населения и изнасилование женщин.

## Оценки деятельности
Характеризуя военно-политическую ситуацию в Хорватии в заключительный период войны, один из лидеров нацистской Германии Йозеф Геббельс записал в своём дневнике: «В Хорватии… царит ужасная неразбериха. Террор усташей не поддаётся описанию. А Тито находится в положении третьего радующегося… По сравнению с ним поглавник — поистине — жалкая фигура: он держится только при помощи германской военной силы. Но в остальном у меня складывается впечатление, будто наши солдаты защищают в этом районе сплошной хаос».
1-я казачья дивизия была самым крупным формированием казачьих коллаборационистов в составе вермахта, а с 4 ноября 1944 года — в СС, воевавшим на стороне Германии против Народно-освободительной армии Югославии. Историк д-р Драго Негован констатирует, что уже первая антипартизанская операция казачьей дивизии в Среме осенью 1943 года сопровождалась опустошениями, зверствами и жестокостью, от которых пострадало множество сёл северного и южного Срема. Cсылаясь на слова полномочного представителя вермахта в Хорватии Эдмунда Глайзе-Хорстенау, он отмечает, что действия казаков не отличались от практики эсэсовцев из 13-й дивизии СС «Ханджар» и дивизии СС «Принц Евгений»: занять село, мужчин убить, женщин изнасиловать, а имущество присвоить. Только казаки при этом отдавали предпочтение лошадям, свиньям и швейным машинкам. Во всех селах, через которые проходили подразделения 1-й казачьей дивизии, они оставляли за собой «нечеловеческие следы ограбления, изнасилования и другие зверства». После их ухода крестьяне добровольно вступали в ряды югославских партизан.
Исследователь правого экстремизма Фридрих Пауль Геллер (настоящее имя Дитер Майер нем. Dieter Maier) пишет: «Один отчёт о расследовании, проведённом в ноябре 1943 года, говорит сам за себя. Казаки… в союзной Хорватии вели себя как в оккупированной стране. Они пьянствовали, грабили и насиловали. Кого захватывали — убивали зверским образом. Повсюду сотнями насиловали женщин и несовершеннолетних девушек. В посёлке Парагово (Сремска-Каменица) схватили 20 рабочих (5 хорватов) и без предварительного разбирательства всех связанными, живьем сожгли в сарае. В отчёте содержится рекомендация немедленно прекратить эксперименты с казаками, если Германия не хочет потерять последних сторонников в Хорватии».
Историк Алексей Юрьевич Тимофеев из Института новейшей истории Сербии даёт следующую оценку роли 1-й казачьей дивизии в войне на Югославском фронте: «После ухода из Млавы, казаки, несмотря на их ожидания, превратились в пособников оккупантов, союзников и защитников ярых врагов православия и боролись за абсолютно чужие интересы. Поэтому трудно согласиться с аргументом некоторых российских и эмигрантских авторов казацкой историографии об участии казаков в период с 1943 по 1945 годы в гражданской войне в Сербии».

## Попытка реабилитации
Определением Военной коллегии Верховного суда Российской Федерации от 25 декабря 1997 года фон Паннвиц Г. В., наряду с другими руководителями казачьих формирований (см. § Попытка реабилитации), воевавших на стороне Третьего Рейха, признан обоснованно осуждённым и не подлежащим реабилитации.